# 1972년 미국 상원의원 선거
1972년 미국 상원의원 선거는 1972년 11월 7일 미국에서 치러진 상원의원 선거다.

## 선거 결과
| 정당       | 선거결과 | 의석 수 |
| ---------- | -------- | ------- |
| 민주당     | 16석     | 56석    |
| 공화당     | 18석     | 42석    |
| 뉴욕보수당 | -        | 1석     |
| 무소속     | -        | 1석     |